# Titkos ablak, titkos kert
A Titkos ablak, titkos kert (Four Past Midnight) Stephen King második kisregénygyűjteménye A remény rabjai (1982) után, amely 1990-ben jelent meg, és ugyanúgy négy kisregényt tartalmaz, mint az első ilyen jellegű gyűjteménye.

## Tartalomjegyzés
- Straight Up Midnight: An Introductory Note
- The Langoliers
- Secret Window, Secret Garden
- The Library Policeman
- The Sun Dog

## Magyar kiadás
A magyar kiadás két kötetben jelent meg az Európa Könyvkiadónál, Gecsényi Györgyi és Kovács Attila fordításában, 1996-ban. A második kötet címe: A Napkutya – 3 és 4 perccel éjfél után. Az első kötet három írást tartalmaz:
- Pontban éjfélkor: Bevezető (Straight Up Midnight: An Introductory Note)
- A Langolierek (The Langoliers)
- Titkos ablak, titkos kert (Secret Window, Secret Garden)